# Guillermo del Toro
Guillermo del Toro (Guadalajara, 9 oktober 1964) is een Mexicaans filmregisseur. Hij is gespecialiseerd in het maken van fantasy- en horrorfilms. In 2018 won hij een Oscar als beste regisseur voor de film The Shape of Water. Hij mocht toen ook de Oscar voor beste film in ontvangst nemen.
Veel van zijn films groeiden uit tot cultklassiekers. De film El Laberinto del Fauno werd onderscheiden met zes Oscarnominaties, waarvan er drie werden verzilverd. The Shape of Water ontving in 2018 dertien Oscarnominaties, waarvan er vier in de prijzen vielen.

## Biografie
Guillermo del Toro werd in 1964 in Guadalajara in Jalisco geboren als zoon van Guadalupe Gómez en Federico del Toro Torres (1931/1932–2018). De jonge Guillermo kreeg een katholieke opvoeding.
Vanaf zijn 21e ging Del Toro werken als make-upspecialist en hij richtte zijn eigen special effects- en grimagebedrijf op.
In 1993 maakte Del Toro zijn speelfilmdebuut met de onafhankelijke low-budgethorrorfilm Cronos. Deze film werd een onverwachte hit en vormde het begin van Del Toro's carrière als cultregisseur.
Sindsdien wisselt Del Toro verschillende soorten films met elkaar af: soms maakt hij big-budget Hollywood-blockbusters, veelal gebaseerd op stripverhalen (zoals Blade II en Hellboy 1 en 2), dan weer maakt hij kleine zeer persoonlijke fantasyfilms zoals El espinazo del diablo en El laberinto del fauno. En soms maakt hij zeer gewelddadige horrorfilms zoals Mimic.
In 1998 vluchtte Del Toro uit Mexico vanwege de verslechterde politieke omstandigheden. Momenteel woont hij in een buitenwijk van Los Angeles. Veel van zijn films worden vanuit Spanje geproduceerd.

### The Hobbit
In april 2008 maakte New Line Cinema bekend dat Del Toro twee films gaat regisseren die gebaseerd zijn op het boek De Hobbit van Tolkien. Deze twee Hobbit-films zijn een prequel op de drie The Lord of the Rings-films van regisseur Peter Jackson, die aan deze films meewerkt als uitvoerend producent. In 2010 trok Del Toro zich vanwege aanhoudende onduidelijkheid terug uit het filmproject rond The Hobbit. Peter Jackson ging de films regisseren. Del Toro bleef wel betrokken bij het project als scriptschrijver.

## Filmografie

### Regie

#### Film
- 1993 : Cronos
- 1997 : Mimic
- 2001 : El espinazo del diablo
- 2002 : Blade II
- 2004 : Hellboy
- 2006 : El laberinto del fauno
- 2008 : Hellboy II: The Golden Army
- 2013 : Pacific Rim
- 2015 : Crimson Peak
- 2017 : The Shape of Water
- 2021 : Nightmare Alley
- 2022 : Pinocchio

#### Televisie
- 2014–2017 : The Strain
- 2016–2018 : Trollhunters: Tales of Arcadia
- 2018–2019 : 3Below: Tales of Arcadia
- 2020 : Wizards: Tales of Arcadia
- 2021 : Trollhunters: Rise of the Titans
- 2022 : Guillermo del Toro's Cabinet of Curiosities

### Scenario
Guillermo del Toro schreef ook het scenario van de films die hij regisseerde, behalve van Blade II.
- 2011 : Don't Be Afraid of the Dark van Troy Nixey
- 2012 : The Hobbit: An Unexpected Journey van Peter Jackson
- 2013 : The Hobbit: The Desolation of Smaug van Peter Jackson
- 2014 : The Hobbit: The Battle of the Five Armies van Peter Jackson
- 2022 : Guillermo del Toro's Cabinet of Curiosities, aflevering 1 Lot 36 met Regina Corrado en aflevering 8 The Murmuring met Jennifer Kent naar een kortverhaal van hemzelf

### Stemacteur
Del Toro sprak de stem in van the Moustache Man en de Commandante in de DreamWorks Animation animatiefilm Puss in Boots.